# Soane Patita Paini Mafi
Soane Patita Paini Mafi (pronúncia tonganesa: [soaːne patita paɪni mafi]) (19 de dezembro de 1961) é um cardeal da Igreja Católica tonganês, atual bispo de Tonga. No momendo de sua criação como cardeal, era o membro mais jovem do Colégio Cardinalício com o título de cardeal sacerdote atribuído à igreja titular de Santa Paula de Roma.

## Juventude
Mafi nasceu em uma família fortemente católica. Seu pai e seu avô eram catequistas. Ele cresceu em Tonga e, quando jovem, juntou-se a um grupo de jovens em sua paróquia em Kolofo'ou, perto da capital Nuku'alofa, na ilha principal de Tongatapu. Ele estudou para o sacerdócio no Seminário Regional do Pacífico em Suva, Fiji. Foi ordenado sacerdote em 1991 com a idade de 29 anos.

## Sacerdócio
Ele então passou quatro anos trabalhando na paróquia na ilha tonganesa de Ha'apai. Em 1995, Dom Foliaki o nomeou Vigário Geral da diocese aos 34 anos. Mafi passou três anos estudando educação religiosa na Loyola University, Baltimore, Maryland, graduando-se em 2000. Ele então ficou seis anos em Suva, envolvido na formação de padres locais.

## Bispo
Mafi foi nomeado bispo coadjutor de Tonga em 28 de junho de 2007 e foi consagrado bispo naquele ano, em 4 de outubro, por Soane Lilo Foliaki, S.M., bispo de Tonga, coadjuvado por Alapati Lui Mata'eliga, arcebispo de Samoa-Apia e por Petero Mataca, arcebispo de Suva.
Quando sucedeu ao Bispo Soane Lilo Foliaki como Bispo de Tonga em 18 de abril de 2008, ele se tornou o primeiro sacerdote diocesano a ser bispo da Diocese de Tonga. Seus três predecessores eram membros da Sociedade de Maria. Ele participou da Terceira Assembleia Geral Extraordinária do Sínodo dos Bispos sobre os Desafios Pastorais da Família no Contexto da Evangelização, realizada de 5 a 19 de outubro de 2014. Mafi foi presidente da Conferência Episcopal do Pacífico desde 2010 até 2016.

## Cardeal
No Consistório realizado em 14 de fevereiro de 2015, o Papa Francisco nomeou Mafi cardeal com o título de cardeal-presbítero de Santa Paula de Roma. Em 13 de abril de 2015, foi nomeado membro da Congregação para a Evangelização dos Povos e do Pontifício Conselho Cor Unum para o Desenvolvimento Humano e Cristão.